# Casa de contratación

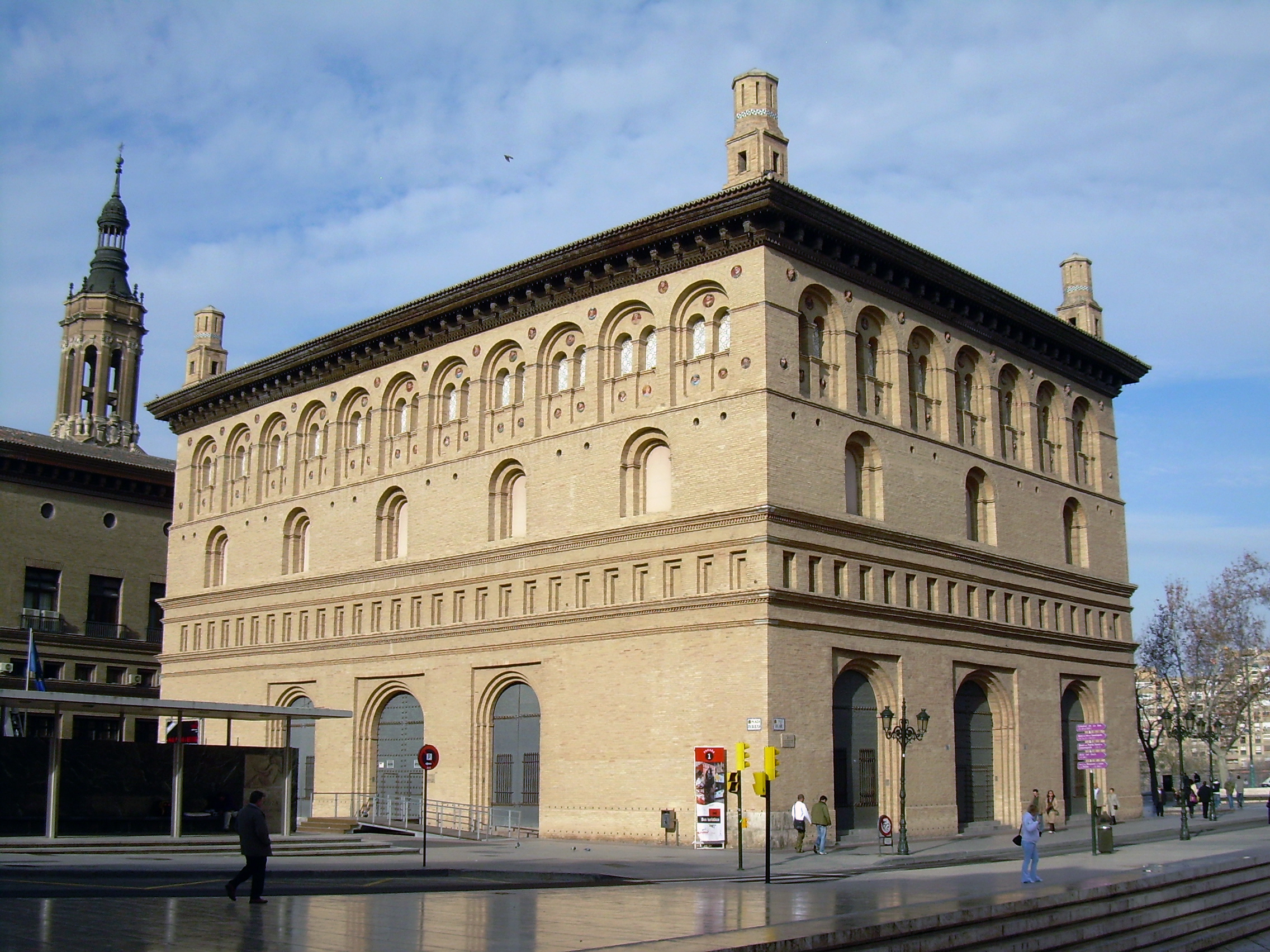
Lonja de mercaderes de Zaragoza.

Las casas de contratación o lonjas eran establecimientos destinados al control de la actividad comercial, el tránsito de personas y expediciones entre España y América. Registraban todas las mercaderías que circulaban entre ambos continentes e intervenían en los juicios comerciales.

## Historia
Las reuniones entre comerciantes, indispensables en todos los países y localidades donde se han practicado transacciones de la misma especie, han debido ser tan antiguas como el comercio mismo y han seguido la evolución de su desarrollo y movimiento. Cuando las exigencias del comercio eran exiguas y la contratación no pasaba de una esfera limitada, dichas reuniones podían celebrarse en cualquier punto, bajo cualquier forma, sin aparato y sin otras condiciones que las precisas para satisfacer su poco importante objeto. Cuando, ensanchada la esfera del comercio, fue preciso facilitar la contratación, simplificar las fórmulas de esta y regularizar todos los actos (poniendo en continua y diaria relación a las personas dedicadas a ellos), las reuniones debieron celebrarse en algún sitio público con fórmulas determinadas para el caso y con ciertas condiciones que cumpliesen con estos fines más complejos.
Tal debió ser el origen de lo que, en unas partes, se llamó casas de contratación, en otras lonjas de comercio y, más adelante, colegios de comerciantes y mercaderes. Por eso, tan pronto como el comercio adquirió mayor grado de prosperidad en el siglo XIII, al tiempo que se fundaron algunos consulados y otros establecimientos, se pensó también en regularizar las reuniones de comerciantes y organizarlas de manera que, ofreciendo las garantías convenientes, pudiesen proporcionar a esta actividad todas las ventajas que eran de esperar de tales mejoras.

## Lonja de Barcelona

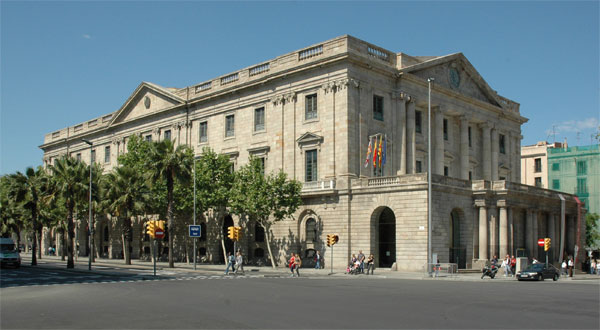
Lonja de mar de Barcelona, edificio neoclásico en el emplazamiento en que se encontraban las antiguas.

La lonja más antigua que debemos recordar como casa de contratación en España, era la de Barcelona por haber sido la más floreciente, por las noticias exactas y detalladas que nos han quedado acerca de su régimen y organización. En el año 1380 se aprobó su construcción y los medios propuestos para sostenerla y en 1401 quedó habilitada, celebrándose en ella la famosa reunión de que allí hacemos mérito. Lo dispuesto en las ordenanzas para aquella casa de contratación sirvieron como de modelo para la organización de las demás lonjas y casas de contratación que se fueron estableciendo sucesivamente en la península ibérica.
La entrada en las reuniones de la lonja estaba permitida a cuantos acomodaba concurrir a ellas fueran nacionales o extranjeros, para asuntos del tráfico mercantil. Existía además un cuerpo con el nombre de colegio de mercaderes en que solo eran admitidas personas hábiles y prácticas en el comercio que acreditaran hallarse en actual ejercicio de esta profesión, proceder de linaje limpio y haber nacido en Cataluña cuyas calidades debían aprobarse por los cónsules para que pudiera concederse la inscripción en la matrícula por el ayuntamiento a quien estaba reservada esta facultad en junta con los treinta comerciantes que formaban parte del gran Concejo municipal.

## Otras casas de contratación
Por el orden y bajo las bases adoptadas para el establecimiento de la lonja de Barcelona, se crearon otras en algunas ciudades de la corona de Aragón donde ya el tráfico había comenzado a desarrollarse:
- la casa de contratación de Perpiñán se estableció en 1412.
- la de Zaragoza quedó instalada en 1551.

En las provincias de Castilla, cuando reunidas las coronas de Castilla y Aragón y terminada la reconquista pudo abrirse al comercio un campo más dilatado, empezaron a crearse también las lonjas o casas de contratación:
- la de Bilbao existía de muy antiguo y fue organizada bajo el mismo pie que la de Burgos en 22 de julio de 1511.
- la de Sevilla fue establecida por los Reyes Católicos tan pronto como se abrió el comercio con las Américas y Felipe II en 1585 mandó construir la suntuosa lonja de comercio que costeó la universidad de mercaderes.
- en Madrid, se mandó crear casa de contratación y consulado por pragmática de 9 de febrero de 1632 pero esta disposición no llegó a efectuarse y últimamente, según se dice en la ley 6 del título y libro citados.

## Casa de contratación de Sevilla

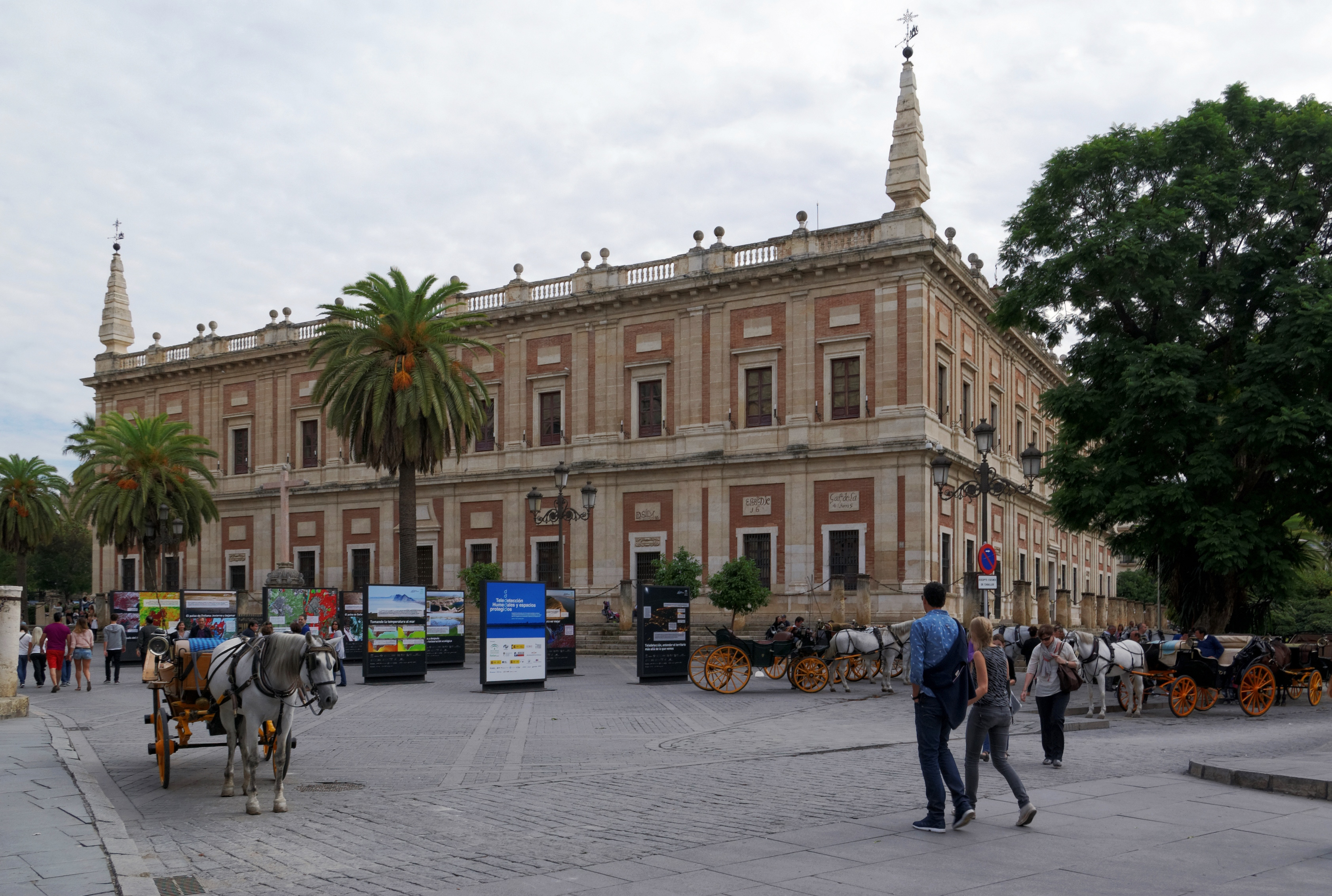
Archivo de Indias en Sevilla, antigua Casa Lonja, sede del Consulado de Cargadoras a Indias, dependiente de la Casa de la Contratación.

Entre las casas de contratación, la de Sevilla merece un recuerdo particular por el tribunal que se estableció en ella, especialísimo en su clase. Aludimos a la Audiencia real erigida en 1503 por los Reyes Católicos, tan pronto como se estableció y empezó a florecer el comercio de los reinos peninsulares con los de Indias, para perpetuarle en el puerto de Sevilla. Se compuso primitivamente de un presidente, tres oidores, un fiscal, cuatro oficiales, un contador, un tesorero y un factor, que se dividían en dos salas, una de gobierno y otra de justicia. Conocía de todos los negocios relativos a este tráfico y navegación; de las causas de comisos; de las criminales, así de hurtos como de los demás delitos y excesos que se cometían en los viajes de ida y vuelta, de las pérdidas de navíos y mercaderías y de todas las respectivas a los dueños, maestres, marineros y demás gente de mar empleada en los buques de la carrera de Indias, siendo también de su cargo la formación de registros, despachos de buques y exacción de derechos y el percibo, custodia y distribución de los caudales pertenecientes al real Erario. Más adelante fue perdiendo en importancia y atribuciones la Audiencia de la casa de contratación, quedando reducido su conocimiento a solo las dependencias civiles, económicas y criminales de delitos y excesos cometidos en la navegación, a la adjudicación de los caudales de bienes de difuntos que se remitían de América, y al juzgado de alzadas de los pleitos de comercio que ocurrían en el consulado. La Audiencia fue trasladada con la casa de contratación a Cádiz por Felipe V el 12 de mayo de 1717 y Carlos IV, en 18 de junio de 1790, mandó suprimir una y otra con su presidencia, dejando en su lugar un juez de arribadas como lo había en los demás puertos habilitados.

## Decaimiento
Como puede ya inferirse de las últimas indicaciones, la importancia de las lonjas o casas de contratación como establecimientos destinados a la reunión de los comerciantes y a la formalización de sus contratos, comenzó a decaer con el establecimiento de los consulados. Todas las disposiciones que se dictaban, las ordenanzas que se expedían, las reglas que se fijaban, se dirigían a los consulados, universidades de mercaderes y casas de contratación. Ya no eran estos establecimientos especiales contraídos a su objeto: los comerciantes, formando corporaciones con su fuero, con sus privilegios y prerrogativas, se reunían en algún punto de la antigua casa de contratación convertida en consulado. Más adelante ni aun estas reuniones se verificaban ya y vinieron a quedar solamente los consulados con sus tribunales, con sus matrículas de comerciantes y con sus juntas de comercio.

## Edificios históricos
- La lonja de la Seda de Valencia o Lonja de los Mercaderes monumento gótico civil construido entre 1482 y 1492, por el maestro cantero Pere Compte. Fue declarada Patrimonio de la Humanidad por la Unesco, el 7 de diciembre de 1996.

- La Lonja de Sevilla, en la que se centralizó todo el comercio de América con España desde 1580 hasta 1717, incluyendo todo tipo de productos. El edificio renacentista construido sobre planos de Juan de Herrera, alberga hoy en día el Archivo General de Indias y fue declarado Patrimonio de la Humanidad por la Unesco en 1987.

- Lonja de Palma de Mallorca o Sa Llotja

- Lonja de Barcelona o Llotja del Mar

- Lonja de Castellón de Ampurias

- Lonja de Perpiñán

- Lonja de Tortosa

- Lonja de Alcañiz

- Lonja de Mercaderes de Granada, Monumento Nacional del siglo XVI, al más puro renacimiento, obra de Enrique Egas